# Hans Andresen
Hans Andresen   (Vedbæk, 3 d'octubre de 1927 - 7 de febrer de 2014) va ser un ciclista danès que fou professional entre 1956 i 1961. Combinà el ciclisme en pista amb la carretera. Va participar en dues edicions del Jocs Olímpics, el 1948 i 1952. En el seu palmarès destaquen dues edicions del Campionat de Dinamarca amateur en ruta.

## Palmarès en carretera
- 1950
  -  Campió de Dinamarca amateur en ruta
- 1953
  - Vencedor d'una etapa a la Volta de la Pau
- 1954
  - Vencedor d'una etapa a la Volta a Egipte
- 1955
  -  Campió de Dinamarca amateur en ruta
  - 1r a la Volta a Egipte i vencedor d'una etapa

### Resultats al Tour de França
- 1958. 62è de la classificació general